# Txomin Nagore
Txomin Nagore Arbizu (Irurzun, Navarra,, 26 de agosto de 1974) es un exfutbolista español. Se desempeñaba en la posición de mediocentro. Debutó con el Club Atlético Osasuna, pasó la mayor parte de su carrera deportiva en el C. D. Numancia donde es el segundo jugador con más partidos oficiales disputados en la historia del club.
Es hermano del pelotari profesional Jorge Nagore.

## Trayectoria
Se formó en las categorías inferiores del Club Atlético Osasuna, debutando con el primer equipo, en Segunda División, el 20 de diciembre de 1995 en una victoria por 1-2 ante el Bilbao Athletic. En el primer equipo navarro pasó dos temporadas.
El Athletic Club se fijó en él y lo incorporó a sus filas el verano de 1997, junto a su compañero Mari Lacruz a cambio de unos 300 millones de pesetas. Con los leones debutó en Primera División; fue el 6 de septiembre de 1997 en un partido contra el Real Betis en Sevilla (1-1). En Bilbao, sin embargo, Nagore no tuvo muchas oportunidades: jugó 17 partidos ligueros en su primera temporada y sólo nueve en la siguiente.
En la temporada 1999-2000, el Athletic decidió cederle al CD Numancia, que ese año debutaba en la Primera División. El técnico Andoni Goikoetxea confió plenamente en él y sólo se perdió uno de los 38 partidos de la temporada, por acumulación de tarjetas amarillas. Ese año también se estrenó como goleador en la máxima categoría, con un gol que le metió al Atlético de Madrid en el último minuto, y que le permitió a su equipo sumar un histórico empate en el Estadio Vicente Calderón. En septiembre del año 2000, el club soriano abonó casi 200 millones de pesetas por el jugador al Athletic. En su segunda temporada en el equipo numantino, y a pesar del baile de entrenadores en el banquillo, Nagore continuó como titular indiscutible, jugando 36 partidos de liga en los que anotó dos tantos. Sin embargo, ese año el Numancia terminó como colista y perdió la categoría.
En la temporada 2001-02, jugó en Segunda División, pero no en el Numancia sino en el Atlético de Madrid, que le fichó en su proyecto para regresar a la élite. Los colchoneros pagaron 3 millones de euros por su fichaje. En su debut con los colchoneros, Nagore realizó una de sus campañas más completas, siendo alineado en 40 partidos y marcando tres tantos, que sirvieron para que su equipo se proclamase campeón de la categoría, logrando el ansiado ascenso. Sin embargo, en la siguiente temporada, ya en Primera División, gozó de menos oportunidades, por lo que al final de la campaña se incorporó al RCD Mallorca. Tras una estancia de sólo un año en Mallorca, recorrió varios clubes de Segunda División como el Celta de Vigo, el Levante UD.
En verano de 2006 regresó al CD Numancia, donde militó hasta el 5 de junio de 2013 cuando, en una emotiva rueda de prensa, comunicó que dejaba el CD Numancia tras más de 300 partidos oficiales con el club soriano. En este periodo, logró un ascenso a Primera División en 2008.
Un mes más tarde fichó por el Club Deportivo Mirandés de Segunda División, donde disputó 26 encuentros. El 13 de junio de 2014, a la edad de 39 años, anunció oficialmente su retirada del fútbol. Sin embargo, continuó jugando dos años más en Tercera División en las filas del Club Deportivo Iruña.
Posteriormente fue segundo entrenador del Club Deportivo Iruña durante varias temporadas.

## Selección nacional
Aunque no ha sido convocado por la selección española, ha jugado tres partidos internacionales de carácter amistoso con la Selección de fútbol de Navarra y uno con la Euskal Selekzioa.

## Clubes
| Club                    | País   | Año       |
| ----------------------- | ------ | --------- |
| Osasuna "B"             | España | 1994-1995 |
| Club Atlético Osasuna   | España | 1995-1997 |
| Athletic Club           | España | 1997-1999 |
| Club Deportivo Numancia | España | 1999-2001 |
| Atlético de Madrid      | España | 2001-2003 |
| RCD Mallorca            | España | 2003-2004 |
| RC Celta de Vigo        | España | 2004-2005 |
| Levante Unión Deportiva | España | 2005-2006 |
| Club Deportivo Numancia | España | 2006-2013 |
| Club Deportivo Mirandés | España | 2013-2014 |
| Club Deportivo Iruña    | España | 2014-2016 |

## Palmarés

### Campeonatos nacionales
| Título                   | Club               | País   | Año  |
| ------------------------ | ------------------ | ------ | ---- |
| Liga de Segunda División | Atlético de Madrid | España | 2002 |
| Liga de Segunda División | CD Numancia        | España | 2008 |